# Idéal (théorie des ensembles)
Pour les articles homonymes, voir Idéal (homonymie).
Dans la théorie des ensembles, un idéal est un ensemble partiellement ordonné d'ensembles considérés comme « petits » ou « négligeables ». Chaque sous-ensemble d'un élément de l'idéal doit également être dans l'idéal (cela codifie l'idée selon laquelle un idéal est une notion de petitesse), et l'union de deux éléments quelconques de l'idéal doit également être dans l'idéal.
Plus formellement, étant donné un ensemble {\displaystyle E}, un idéal {\displaystyle I} sur {\displaystyle E} est un sous-ensemble non vide de {\displaystyle {\mathcal {P}}(E)} (l'ensemble des parties de {\displaystyle E}) vérifiant les trois conditions suivantes :
1. {\displaystyle \varnothing \in I}
2. si {\displaystyle A\in I} et {\displaystyle B\subseteq A,} alors {\displaystyle B\in I} (ou plus simplement, si {\displaystyle A\in I}, alors {\displaystyle {\mathcal {P}}(A)\subset I})
3. si {\displaystyle A,B\in I} alors {\displaystyle A\cup B\in I} (stabilité par union)

Certains auteurs ajoutent une quatrième condition : {\displaystyle E\notin I} (en fait, si on a {\displaystyle E\in I}, la deuxième condition force {\displaystyle I={\mathcal {P}}(E)}). Les idéaux vérifiant cette condition supplémentaire sont appelés des idéaux propres.
Les idéaux au sens de la théorie des ensembles sont exactement les idéaux au sens de la théorie de l'ordre, où l'ordre considéré est l'inclusion des ensembles. En outre, ce sont exactement les idéaux au sens de la théorie des anneaux sur l'anneau de Boole formé par l'ensemble des parties de l'ensemble sous-jacent. La notion duale de celle d'idéal est la notion de filtre.

## Terminologie
Un élément d'un idéal {\displaystyle I} est dit {\displaystyle I-nul} ou simplement nul ou négligeable s'il n'y a pas d'ambiguïté sur l'idéal considéré. 
Si {\displaystyle I} est un idéal sur {\displaystyle E}, alors un sous-ensemble de {\displaystyle X} est dit {\displaystyle I-positif} (ou simplement positif) s'il n'est pas un élément de {\displaystyle I.} L'ensemble des sous-ensembles positifs de {\displaystyle E} est noté {\displaystyle I^{+}.}
Si {\displaystyle I} est un idéal propre sur {\displaystyle E} et que pour chaque {\displaystyle A\subseteq E} soit {\displaystyle A\in I} ou {\displaystyle E\setminus A\in I,} alors {\displaystyle I} est un idéal premier.

## Exemples d'idéaux

### Exemples généraux
On fixe un ensemble quelconque {\displaystyle E} dans la suite. Par ailleurs, on dira en l'absence d'ambiguïté qu'un ensemble forme un idéal s'il forme un idéal sur {\displaystyle E}.
- Soit {\displaystyle E} et {\displaystyle B\subset E}. Alors {\displaystyle {\mathcal {P}}(B)} est un idéal
- L'ensemble des parties finies de {\displaystyle E} est un idéal
- L'ensemble des sous-ensembles des ensembles de mesure nulle dans un espace mesuré est un idéal sur l'ensemble sous-jacent de cet espace
- L'ensemble des ensemble de mesure fini sur un espace mesuré est un idéal sur l'ensemble sous-jacent de cet espace.
- Une bornologie sur un ensemble {\displaystyle E} est un idéal qui recouvre {\displaystyle E}
- On dit qu'un ensemble non vide {\displaystyle {\mathcal {B}}} de sous-ensembles de {\displaystyle E} est un idéal propre sur {\displaystyle E} si son dual dans {\displaystyle E}  (qu'on définit comme suit : {\displaystyle E\setminus {\mathcal {B}}:=\{E\setminus B:B\in {\mathcal {B}}\}}), est un filtre propre sur {\displaystyle E} (c'est-à-dire un filtre différent de {\displaystyle {\mathcal {P}}(E)}). Par exemple, le dual de {\displaystyle {\mathcal {P}}(E)} est lui-même. Ainsi, un tel ensemble non vide est un idéal sur {\displaystyle E} si et seulement si son dual est un dual idéal sur {\displaystyle E}.

### Idéaux sur les nombres naturels
- L'idéal de tous les ensembles finis d'entiers naturels est noté {\displaystyle Fin}.
- L'idéal sommable sur les nombres naturels, noté {\displaystyle {\mathcal {I}}_{1/n},} est la collection de tous les ensembles {\displaystyle A} d'entiers naturels tels que la somme {\displaystyle \sum _{n\in A}{\frac {1}{n+1}}} soit fini.
- L'ideal des ensembles de densité asymptotique nulle sur {\displaystyle \mathbb {N} }, noté {\displaystyle {\mathcal {Z}}_{0},} est l'ensemble de tous les ensembles {\displaystyle A\subset \mathbb {N} } de densité asymptotique nulle, c'est-à-dire tels que la proportion d'éléments de {\displaystyle A} entre {\displaystyle 0} et {\displaystyle n} tend vers zéro lorsque {\displaystyle n} tend vers l’infini.

### Idéaux sur les nombres réels
- L'idéal mesuré est l'ensemble de tous les ensembles {\displaystyle A} de nombres réels de mesure de Lebesgue nulle.
- L'idéal maigre est l'ensemble de tous les ensembles maigres de nombres réels.

### Idéaux sur d'autres ensembles
- Si {\displaystyle \lambda } est un nombre ordinal de cofinalité indénombrable, l'idéal non-stationnaire sur {\displaystyle \lambda } est l'ensemble de tous les sous-ensembles de {\displaystyle \lambda } qui ne sont pas stationnaires. Cet idéal a été étudié de manière approfondie par W. Hugh Woodin.

## Opérations sur les idéaux
Étant donnés les idéaux {\displaystyle I} et {\displaystyle J} sur les ensembles {\displaystyle E} et {\displaystyle F} respectivement, on définit l'idéal produit {\displaystyle I\times J} sur le produit cartésien {\displaystyle X\times Y,} comme suit : 
{\displaystyle I\times J=\lbrace A\subset X\times Y\;|\;\{x\in X\;|\;\{y\;|\;(x,y)\in A\}\not \in J\}\in I\rbrace }
L'idée est qu'un ensemble est {\displaystyle I\times J}-positif s'il existe un ensemble {\displaystyle I}-positif dont chaque élément correspond dans {\displaystyle A} à un ensemble {\displaystyle J}-positif.
Un idéal {\displaystyle I} sur un ensemble {\displaystyle E} induit une relation d'équivalence sur {\displaystyle {\mathcal {P}}(E)}, l'ensemble des parties de {\displaystyle E}, de la manière suivante : on dit que {\displaystyle A} et {\displaystyle B} sont équivalents (pour {\displaystyle A,B\subset E}) si et seulement si la différence symétrique de {\displaystyle A} et {\displaystyle B} est un élément de {\displaystyle I}. Le quotient de {\displaystyle {\mathcal {P}}(E)} par cette relation d'équivalence est une algèbre de Boole, notée {\displaystyle {\mathcal {P}}(E)/I}.
À chaque idéal correspond un filtre, appelé son filtre dual. Si {\displaystyle I} est un idéal sur {\displaystyle E}, alors le filtre dual de {\displaystyle I} est l'ensemble dont les éléments sont les complémentaires dans {\displaystyle E} des éléments de {\displaystyle I}.

## Relations entre idéaux
Si {\displaystyle I} et {\displaystyle J} sont des idéaux sur {\displaystyle E} et {\displaystyle F} respectivement, {\displaystyle I} et {\displaystyle J} sont isomorphes au sens Rudin et Keisler s'ils sont identique à le renommage des éléments de leurs ensembles sous-jacents près. Plus formellement, l'exigence est qu'il existe des ensembles {\displaystyle A} et {\displaystyle B} dans {\displaystyle I} et {\displaystyle J} respectivement, et une bijection {\displaystyle \varphi \colon E\setminus A\to F\setminus B,} tel que : 
{\displaystyle \forall C\subset E,\quad \lbrack C\in I\Longleftrightarrow \varphi (C)\in J\rbrack }
où {\displaystyle \varphi (C)} désigne l'image directe de {\displaystyle C} par {\displaystyle \varphi }.
Si {\displaystyle I} et {\displaystyle J} sont isomorphes au sens de Rudin et Keisler, alors {\displaystyle {\mathcal {P}}(E)/I} et {\displaystyle {\mathcal {P}}(F)/J} sont isomorphes en tant qu'algèbres de Boole. Un isomorphisme entre {\displaystyle {\mathcal {P}}(E)/I} et {\displaystyle {\mathcal {P}}(F)/J} est dit trivial lorsqu'il est induit par un isomorphisme au sens de Rudin et Keisler entre {\displaystyle I} et {\displaystyle J}. 